# Donatella Danielli
Donatella Danielli (1966) é professora de matemática na Universidade Estadual do Arizona e é conhecida por suas contribuições para equações diferenciais parciais, cálculo variacional e teoria de medidas geométricas, com ênfase específica em problemas de fronteira livre. Graduada pela Universidade de Bolonha, Itália, em 1989. Obteve um doutorado em 1999 em Purdue, orientada por Carlos Kenig. Antes de ingressar no corpo docente da Universidade Purdue em 2001, ocupou cargos na Universidade Johns Hopkins e no Instituto Mittag-Leffler na Suécia. Também foi pesquisadora visitante no Isaac Newton Institute em 2014.

## Prêmios e honrarias
- National Science Foundation CAREER Award (2003)
- Simons Fellow in Mathematics (2012)[5]
- Fellow da American Mathematical Society desde 2017 "for contributions to partial differential equations and geometric measure theory, and for service to the mathematical community".[6]
- Fellow da Association for Women in Mathematics desde 2020 por "her generous and consistent involvement in, and remarkable impact on, a large number of excellent local, national, and international initiatives to support interest and involvement of women in mathematics at all levels; and for remarkable, pioneering contributions positioning her as a role model for more junior mathematicians, particularly women".[7]

## Publicações selecionadas

### Livros
- Capogna, Luca, et al. An introduction to the Heisenberg group and the sub-Riemannian isoperimetric problem. Vol. 259. Springer Science & Business Media, 2007.[8]

### Artigos
- Danielli, Donatella Regularity at the boundary for solutions of nonlinear subelliptic equations. Indiana Univ. Math. J. 44 (1995), no. 1, 269–286.
- Capogna, Luca; Danielli, Donatella; Garofalo, Nicola Capacitary estimates and the local behavior of solutions of nonlinear subelliptic equations. Amer. J. Math. 118 (1996), no. 6, 1153–1196. (Reviewer: Chu Li Fu) 35H05 (35B45 35B65)
- Danielli, Donatella Regularity at the boundary for solutions of nonlinear subelliptic equations. Indiana Univ. Math. J. 44 (1995), no. 1, 269–286. Danielli, Donatella; Petrosyan, Arshak A minimum problem with free boundary for a degenerate quasilinear operator. Calc. Var. Partial Differential Equations 23 (2005), no. 1, 97–124.
- Danielli, Donatella; Garofalo, Nicola; Nhieu, Duy-Minh Non-doubling Ahlfors measures, perimeter measures, and the characterization of the trace spaces of Sobolev functions in Carnot-Carathéodory spaces. Mem. Amer. Math. Soc. 182 (2006), no. 857, x+119 pp.
- Recent developments in nonlinear partial differential equations. Proceedings of the 2nd Symposium on Analysis and PDEs held at Purdue University, West Lafayette, IN, June 7–10, 2004. Edited by Donatella Danielli. Contemporary Mathematics, 439. American Mathematical Society, Providence, RI, 2007.
- Capogna, Luca; Danielli, Donatella; Pauls, Scott D.; Tyson, Jeremy T. An introduction to the Heisenberg group and the sub-Riemannian isoperimetric problem. Progress in Mathematics, 259. Birkhäuser Verlag, Basel, 2007.
- Danielli, Donatella; Garofalo, Nicola; Petrosyan, Arshak The sub-elliptic obstacle problem: C1,α regularity of the free boundary in Carnot groups of step two. Adv. Math. 211 (2007), no. 2, 485–516.
- Danielli, D.; Garofalo, N.; Nhieu, D. M. Sub-Riemannian calculus on hypersurfaces in Carnot groups. Adv. Math. 215 (2007), no. 1, 292–378.
- Danielli, D.; Garofalo, N.; Nhieu, D. M.; Pauls, S. D. Instability of graphical strips and a positive answer to the Bernstein problem in the Heisenberg group H1. J. Differential Geom. 81 (2009), no. 2, 251–295.